# Schweidel József

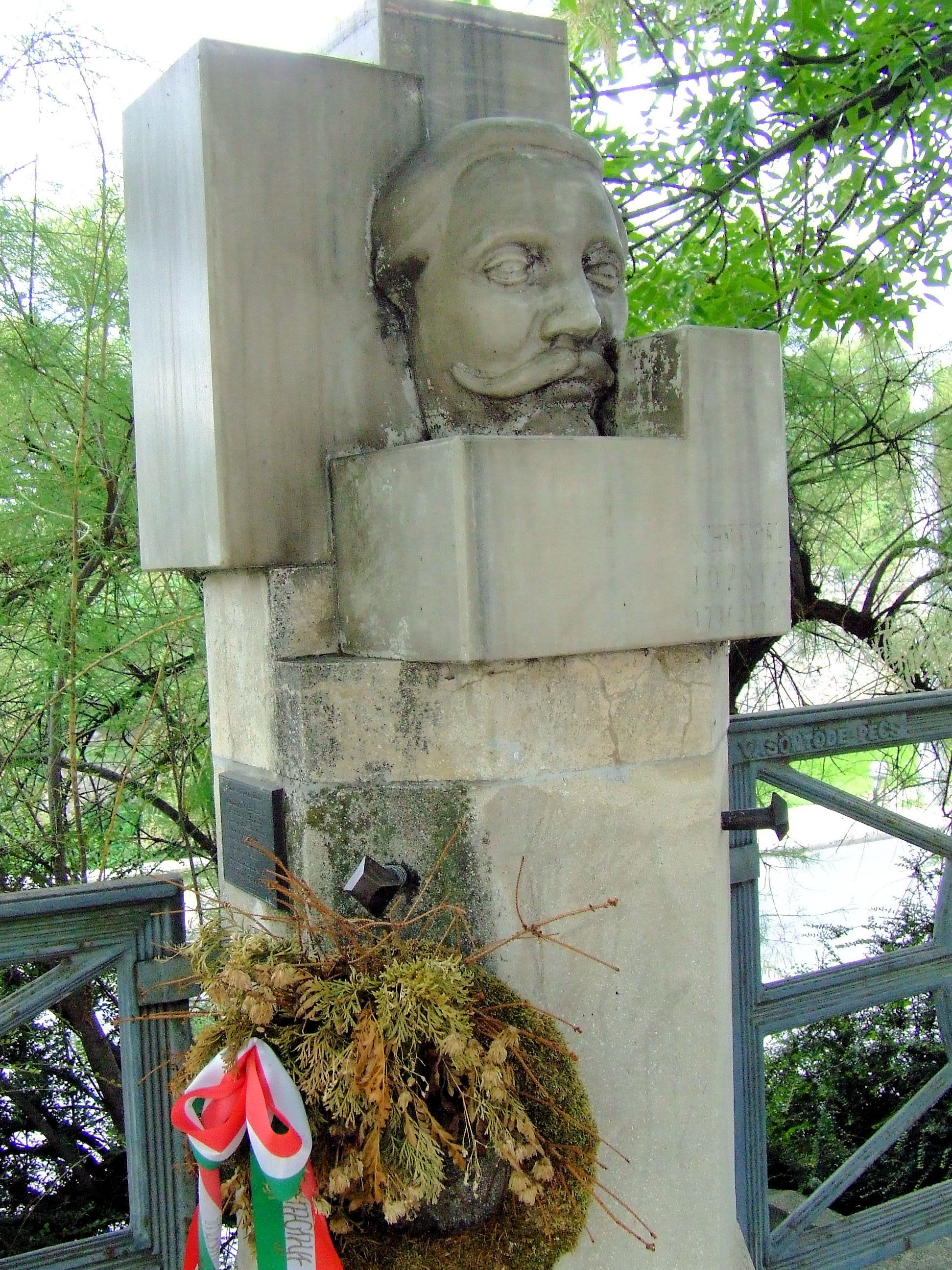
Schweidel József honvéd vezérőrnagy, aradi vértanú szobra Pécsen. Bencsik István szobrászművész alkotása

Schweidel József (Joseph Schweidel, Zombor, 1796. május 18. – Arad, 1849. október 6.) honvéd vezérőrnagy, az aradi vértanúk egyike.

## Életpályája
A német polgári családból származó Schweidel József katonai pályafutását a császári seregben kezdte, a negyedik huszárezredben mint hadapród szolgált, később a kapitányságig vitte. Tanítója a híres Simonyi óbester volt. Harcolt a napóleoni háborúkban, ott volt többek között a párizsi csatánál is.
Az 1848-as forradalom kitörésekor hazavezette Bécsből az ezredét. Ezután Bács megyében a táblabírák közé iktatták. A katonai ranglétrán gyorsan emelkedett, először ezredessé nevezték ki, majd a schwechati csatában tanúsított bátorságáért az Országos Honvédelmi Bizottmány 1848. október 28-án tábornokká avatta. 1849. május 9-én Pest városparancsnoka lett. Világosnál tette le a fegyvert.
Az aradi haditörvényszék 1849. szeptember 26-án felségsértés bűntette miatt golyó általi halálra ítélte. A haditörvényszék vele kapcsolatban kegyelmi előterjesztéssel élt, amit azonban Haynau elutasított. 1849. október 6-án hajnalban kivégezték.
Neje Bilinska Domicella volt, aki Budapesten, 1888. március 23-án, 84 évesen halt meg. 1827-ben vette feleségül, s öt gyermekük született, köztük Schweidel Béla (1828–1916), aki szintén részt vett a szabadságharcban, később pedig őt is az aradi várbörtönben tartották fogva, azonban csak párszor találkoztak.
Fogságáról naplót vezetett felesége számára: „Egy fiatal minorita papot küldtek hozzám, aki igazán értelmes ember és érdemdús pap; megbízták, hogy holnap reggel jöjjön el hozzám, és lásson el a szentségekkel. Valóban ne adnának kegyelmet nekünk? Az utolsó pillanatig olyan reménykedve bizakodom, hogy nem is tudom magam átengedni a halál gondolatának. Zárom ezeket a sorokat, és remélem, hogy október 6-án örvendetesebb érzésekről számolhatok majd be. Ezt a három ív papírt, amelyen hűségesen megírtam aradi fogságomat, adják át feleségemnek, Domicának, ha bele nem pusztul bánatába.”

## Emlékezete
Szobra 1918-ig Zomborban a  Megyeháza előtti téren állt.
Vaján – mint valamennyi aradi vértanúról – valamint Esztergomban, Miskolcon és Győrben utcát neveztek el róla.

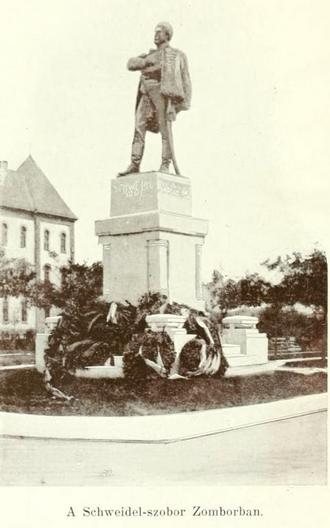
Schweidel József szobra